# Wayne (Virgínia Ocidental)
Wayne é uma cidade  localizada no estado norte-americano de Virgínia Ocidental, no Condado de Wayne.

## Demografia
Segundo o censo norte-americano de 2000, a sua população era de 1105 habitantes.
Em 2006, foi estimada uma população de 1144, um aumento de 39 (3.5%).

## Geografia
De acordo com o United States Census Bureau tem uma área de
1,7 km², dos quais 1,7 km² cobertos por terra e 0,0 km² cobertos por água. Wayne localiza-se a aproximadamente 203 m acima do nível do mar.

## Localidades na vizinhança
O diagrama seguinte representa as localidades num raio de 24 km ao redor de Wayne.